# Климбовский, Александр Андреевич
Александр Андреевич Климбовский (14 марта 1927 — 24 апреля 2018) — более 30 лет бессменный председатель колхоза имени М. Горького (Мордовская АССР). Герой Социалистического Труда (1966).

## Биография
Родился 14 марта 1927 года в селе Кошаринцы Винницкой области, в семье колхозников.
С малых лет трудился пастухом, даже школьные домашние задания делал, когда пас с коров и коз.
Когда началась война, учился в 7 классе, до 1944 года находился в оккупации, по его словам, «приходилось обслуживать врагов, нас заставляли отдавать всё, что мы выращивали». После освобождения Красной армией, при очистке поля от боеприпасов подорвался на боевом снаряде и лишился левой руки до локтя.
После войны Климбовский окончил среднюю школу и в 1947—1952 годах учился на агронома в Уманском сельскохозяйственном институте.
По распределению был направлен в Мордовию в Атяшевский район на должность главного агронома районного земельного отдела.
В 1953 году назначен главным агрономом Паранейской МТС, с 1954 года - её директор. С 1955 года — член КПСС.
В 1958 году, когда МТС были упразднены, назначен начальником управления сельским хозяйством Атяшевского райисполкома.
В начале 1959 года в колхозах проходили отчетно-выборные собрания, и райком партии поручил ему провести такое собрание в колхозе имени М. Горького в селе Алове, который находился в очень тяжёлом положении. Колхозники отвергли все предложенные кандидатуры и настояли на избрании своим председателем Климбовского, которого они знали как директора МТС соседнего села Паранеи. Зная положение в колхозе, Климбовский не хотел занимать пост председателя, но, под давлением первого секретаря райкома КПСС Никона Петровича Игнатьева, согласился.
За короткое время в колхозе была создана крепкая материальная база: новые коровники, свинокомплекс. Внедрялись современные технологии в полеводстве и животноводстве.
Уже в 1965 году денежный доход колхоза перевалил за 1,42 млн рублей.
23 июня 1966 года было присвоено звание Героя Социалистического Труда.
В дальнейшем в колхозе урожайность зерновых и технических культур была гораздо выше не только по району, но и в целом по республике. Рекордным по урожаю стал 1982 год.
Климбовский, будучи женатым на учительнице и видевшим, насколько нелёгок и важен труд учителя, уделял особое внимание сфере образования. Колхоз вложил 400 тыс рублей в строительство новой школы, узнав о которой, в Алово приезжал собкор «Учительской газеты». Для учителей было построено 24 дома. В школе учились более тысячи учеников со всего района, для которых был построен интернат.
Как бывший руководитель МТС и председатель колхоза с парком в 90 тракторов, организовал при школе курсы обучения на трактористов-машинистов.
В селе была также построена больница, в которой работало четыре врача, двое из которых получили образование как колхозные стипендиаты.
В 1980 году был избран депутатом в Верховный Совет Мордовской АССР.
В 1980 году социалистическому соревнованию между колхозом им. М. Горького и колхозом им. Калинина, ставшему соревнованием их председателей — Героев Социалистического Труда Климбовского и Куняева, был посвящён спецвыпуск киножурнала «На Волге широкой».
С 1990 года на пенсии. Инвалидность, полученную во время войны, оформил только в 1997 году, никогда не считая себя инвалидом.
Проживал в Алово, занимался пчеловодством.
Александр Андреевич Климбовский скончался 24 апреля 2018 года.

## Награды
Звание Героя Социалистического Труда с вручением ордена Ленина и золотой медали «Серп и Молот» (1966)
Также награждён орденами Октябрьской Революции (1973) и Трудового Красного Знамени (1971), медалью «За доблестный труд», медалями ВДНХ СССР: бронзовой, серебряной и тремя золотыми.
Заслуженный агроном РСФСР (1965). Отличник народного просвещения РСФСР.